# Suzanne Kala Lobè
Pour les articles homonymes, voir Kala et Lobé.
Suzanne Kala Lobè, née Suzanne Bema Kala Lobè le 16 janvier 1953 à Douala et morte le 1er août 2024, est une journaliste, éditorialiste et militante camerounaise et membre du conseil national de la Communication depuis le 23 février 2013. 

## Biographie

### Enfance
Née le 16 janvier 1953 à Douala, fille de Sara Beboi Kutta Kala-Lobè et Iwiyè Kala-Lobè, Suzanne Kala Lobè fait partie d'une fratrie de huit enfants et a suivi l'enseignement primaire au Petit Joss situé à Akwa. Elle vit au Cameroun jusqu'à l'âge de 10 ans avant de poursuivre ses études en France.

### Formation
Suzanne Kala Lobè obtient un doctorat en linguistique en 1976 à l'université Paris-III puis un MBA en management culturel en 1989. Avec sa thèse qui porte sur Les grandeurs et dissidences au sein d’un parti politique : cas de l’UPC, elle obtient également un DEA en science politique en 1997 à l'université de Bordeaux.
Elle est membre de l'Union Nationale des Étudiants du Kamerun et de l'UPC, bien qu'elle quitte cette organisation en 1998 .

### Carrière
C'est pour rendre hommage à son père, Iwiyè Kala-Lobè (1917-1991) journaliste et fondateur de Présence Africaine que Suzanne Kala Lobè devient journaliste en 1992 et débute à la Nouvelle Expression, se faisant très vite remarquer dès ses premiers pas grâce à sa chronique Ma candidate serait une femme parue en pleine élection présidentielle camerounaise.
En 2003, elle anime plusieurs tranches d'antennes sur Radio équinoxe telles que les émissions Polémos et Livres noirs et musiques d’Afrique et animera plus tard, en 2013, Vendredi soir une émission  sur la chaîne Équinoxe Télévision. Elle finit par créer sa propre société de production nommé EBK Productions, propriétaire du magazine Actu qui lui est diffusé sur la chaine de télévision Canal 2 International.
Elle est nommée l'une des neuf membres du Conseil national de la communication le 23 février 2013 par le président Paul Biya et prête serment le 6 mars suivant. En parallèle, elle est également chargée de la communication de la direction générale d'Hysacam.

### Mort
Suzanne Kala Lobè meurt le 1er août 2024 à la suite d'une courte maladie,.

### Vie privée
Suzanne Kala Lobè vit en union libre avec Bea Man Wayack et ils n'ont pas d'enfants
Le 5 octobre 2020, elle perdait la maison de son enfance sise à Bali dans un incendie inexpliqué.

## Œuvres
Suzanne Kala Lobè publie en octobre 2010 Les Chroniques sous le manguier édité par Jacques Marie Lafon et co-écrit Supermarket en 2012 publié aux éditions Le Bec en L'air. Elle est la chanteuse principale du groupe Djala Lilon et participe à Ni Africa ni yoso, l'album écrit en hommage à Ruben Um Nyobe par Bea Man Wayack, son concubin.